# Страдомський Микола Федорович
Страдомський Микола Федорович (10.12.1867, Хотивль, Городнянський повіт, Чернігівська губернія — ?) — доктор медицини (1895 рік), ординатор Київської терапевтичної клініки, директор лікарні Цесаревича Олександра (Олександрівської лікарні) у Києві, голова київської міської санітарної комісії, заступник голови міської Думи, комісар м. Києва (червень-серпень 1917 року).

## Життєпис
1893 р. закінчив медичний факультет університету св. Володимира у званні лікаря. Як лікар-терапевт працював у Олександрівській лікарні, з 1909 року став її директором.
М. Страдомський був членом правління Товариства для боротьби з сухотами й бугорчаткою та кандидатом у члени правління Київського товариства боротьби з дитячою смертністю, від 1902 року обирався гласним до міської думи, був членом міської управи; як гласний від Києва брав участь у роботі Губернського земського зібрання, у раді Колегії Павла Ґалаґана.
У 1917 році — комісар Тимчасового уряду по місту Києву.
У 1918 році — торговельний агент Посольства УНР у Німеччині.
Після повалення Української Народної Республіки 1920 року жив у еміграції.
Відомо, що У 1920 році він читав лекції в Загребському університеті.
У Києві жив по вулиці Прорізній, 25